# المسطومه
المسطومة یک منطقهٔ مسکونی در سوریه است که در استان ادلب واقع شده‌است.

## خصوصیات
المسطومة ۶٬۲۴۳ نفر جمعیت دارد.